# 萊基潟湖
6°30′N 4°07′E / 6.500°N 4.117°E
萊基潟湖（英語：Lekki Lagoon）是尼日利亞的潟湖，位於該國西南部，由拉各斯州和奧貢州負責管轄，處於拉各斯潟湖以東，面積247平方公里，平均水深3.1米，最大水深6.4米。